# Crognaleto
Crognaleto è un comune italiano sparso di 1 045 abitanti della provincia di Teramo in Abruzzo. Il nome deriva dal termine dialettale crognale (= corniolo). Il centro omonimo è sito a 1 105 m di quota, ma la sede municipale si trova nella frazione di Nerito.

## Geografia fisica
Il territorio comunale, sito sulle pendici orientali dei Monti della Laga, caratterizzato da folti boschi di faggio e querce, si estende sui due versanti della Valle del Vomano. Faceva parte della Comunità Montana Gran Sasso, oggi soppressa, e ricade all'interno del Parco Nazionale del Gran Sasso e Monti della Laga. Transita qui un tratto della grande Ippovia del Gran Sasso.

## Storia
Insediamenti sono attestati in epoca pre-romana e romana, ma gran parte degli attuali centri abitati sembra avere origini medioevali. Il territorio lungo la valle del Vomano era interessato dal passaggio di quella che pare fosse la Via Cecilia.
Le prime notizie appaiono sul finire del XIII secolo quando la vicina Amatrice rivendicava il possesso di alcune località ora facenti parte del comune.
L'attuale comune fu istituito nel 1813, durante l'occupazione napoleonica. Crognaleto, in precedenza facente parte del comune o "università" di Roseto, insieme con il territorio che diventerà comune di Cortino, fu dichiarato comune autonomo, raccogliendo come frazioni numerosi centri abitati che in precedenza costituivano per lo più essi stessi delle universitates dotate di una loro autonomia.

### Simboli
Lo stemma del comune di Crognaleto è stato riconosciuto con decreto del Capo del governo del 25 febbraio 1936.
Il gonfalone è stato concesso con decreto del presidente della Repubblica del 14 febbraio 2008.

## Monumenti e luoghi d'interesse

### Architetture religiose
- Chiesa di San Salvatore già di Santa Caterina[non chiaro] (XV secolo).
- Chiesa della Madonna della Tibia, fuori dall'abitato, e fatta costruire come ex voto da Bernardo Paolini (di Amatrice). Avendo egli perduto la strada, scivolò accidentalmente in un burrone rischiando la morte. Rimase stupefatto di essersi rotto solamente una tibia. La chiesa attuale, più vasta della precedente, fu edificata poco lontano dalla precedente nel 1617. In origine era affiancata da una casa per pellegrini, ora in rovina.

### Aree naturali

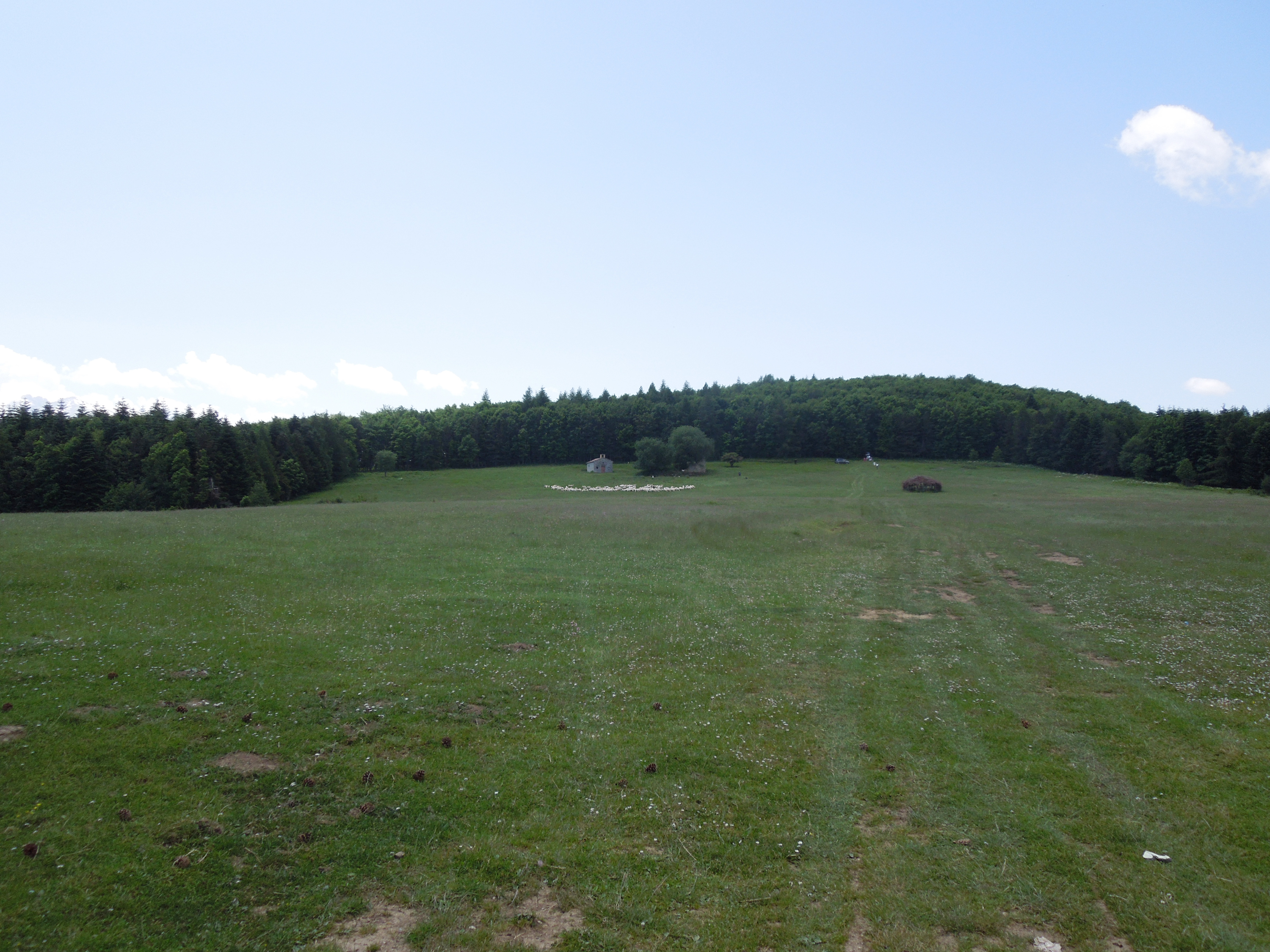
Piano Roseto, altopiano nel territorio comunale di Crognaleto

- Castagneto di Crognaleto, riqualificato nel corso degli anni 2000;
- Piano Roseto, pianoro carsico in quota sui Monti della Laga.

## Società

### Evoluzione demografica
Abitanti censiti

### Tradizioni e folclore
- Fuoco di Natale nella frazione di Nerito: vengono accesi circa 10-20 tonnellate di legna, che bruciano dalla notte del 24 dicembre fino alla mattina del 6 gennaio.
- Fiera della Pastorizia: all'inizio dell'estate a Rocca Roseto nella frazione di San Giorgio.

## Cultura

### Gastronomia
La ventricina di Crognaleto è un insaccato costituito da grasso suino mescolato con una bassa percentuale di spalla o altra carne magra, tritati e conditi con spezie e peperoncino e insaccati nello stomaco o nella vescica dell'animale. Dopo la maturazione, preferibilmente con leggera affumicatura, e la stagionatura, si mangia spalmato sul pane. L'uso è inoltre di conservare le salsicce dentro la ventricina, in modo da valorizzare entrambi i sapori.

### Cinema
Nel 1977 sul territorio comunale, sono state girate alcune scene del film Autostop rosso sangue.

## Geografia antropica

### Frazioni

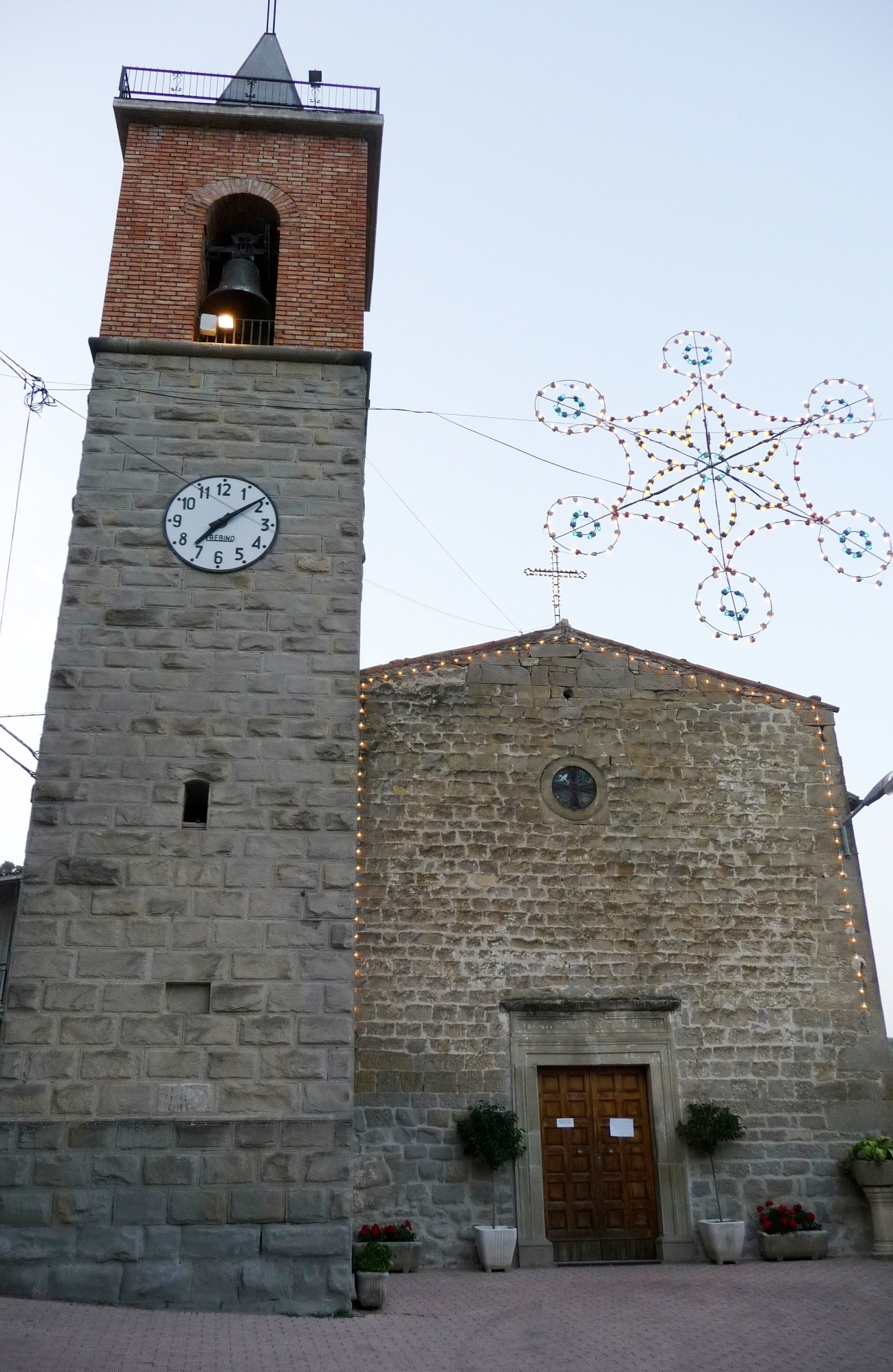
Chiesa di Santa Maria Lauretana a Poggio Umbricchio

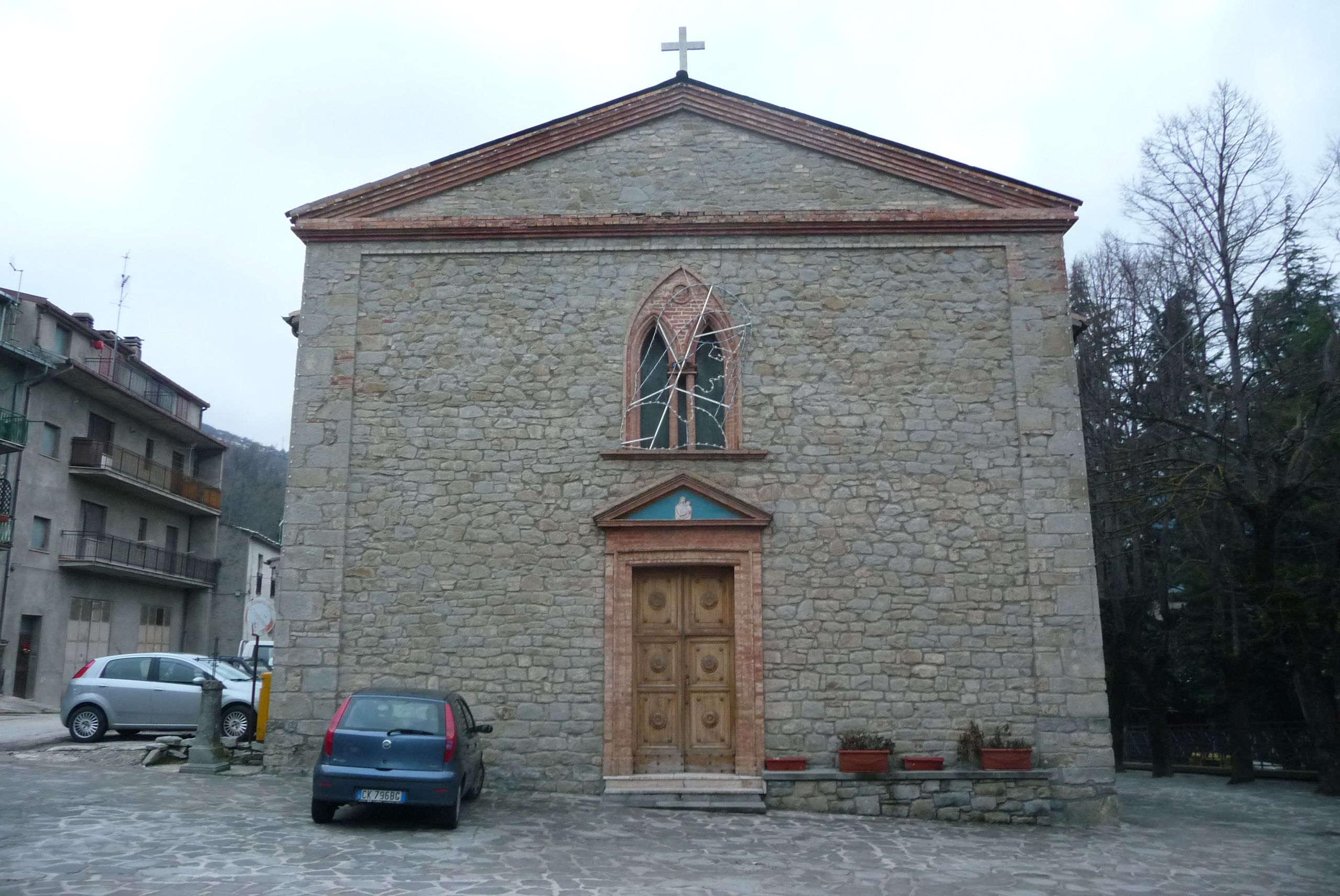
Chiesa dei Santi Pietro e Paolo a Nerito

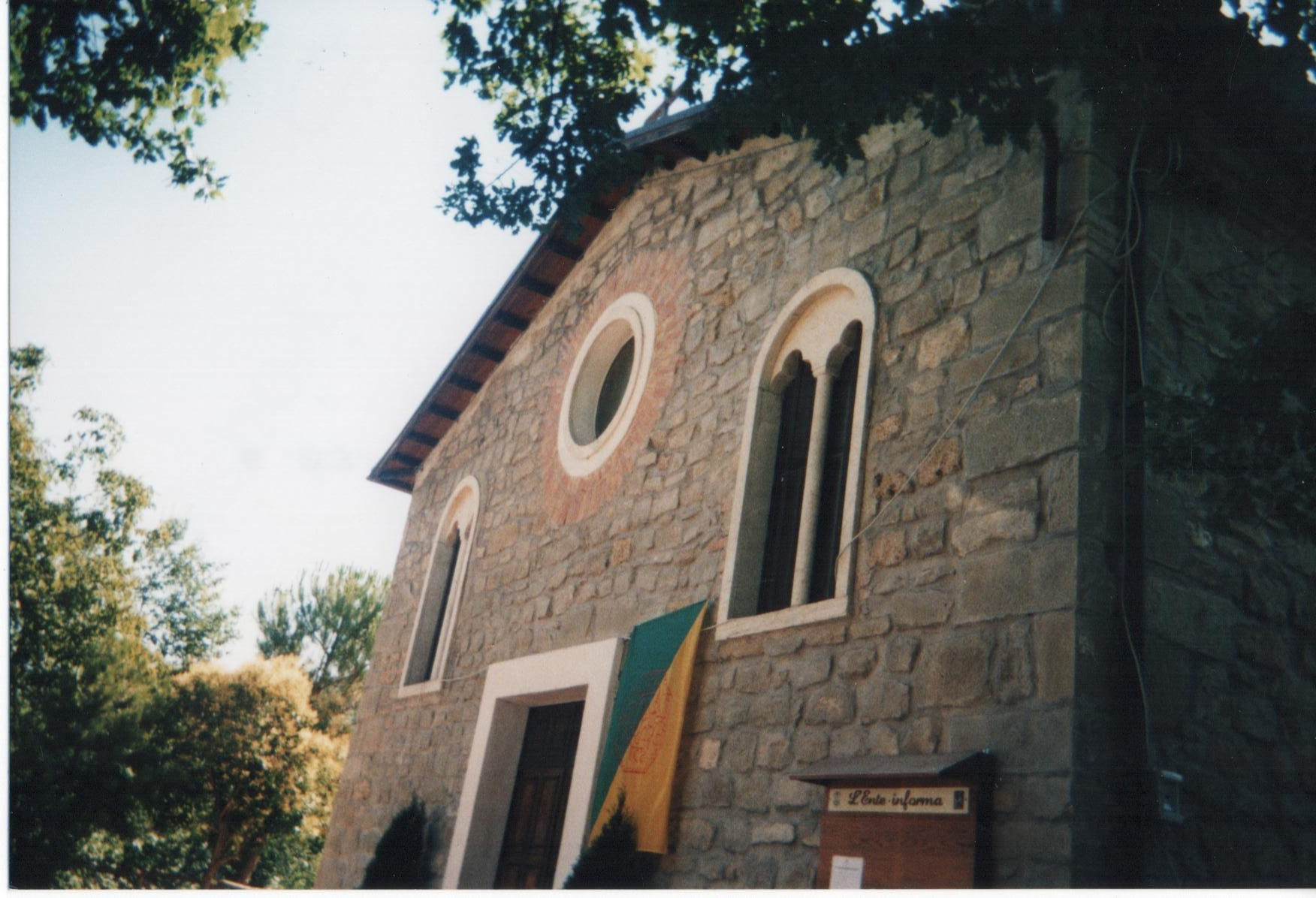
Chiesa dei Santi Proto e Giacinto a Senarica

Aiello, Alvi, Aprati, Cervaro, Cesacastina, Figliola, Frattoli, Macchia Vomano, Nerito, Piano Vomano, Poggio Umbricchio, San Giorgio, Santa Croce, Senarica, Tottea, Valle Vaccaro

#### Aiello
- Chiesa dei Santi Silvestro e Rocco (1539-1581, eretta durante la diffusione della peste dopo il 1528 e ampliata nel 1631 grazie alla costruzione di un corpo di fabbrica destinato al culto di San Carlo Borromeo fondato dalla famiglia Valeriani (indi passata ai Fragassi). Assunse anche il titolo di San Silvestro dopo l'abbandono e la rovina dell'antica prepositura omonima nota sin dal secolo XI posta a sud ovest dell'abitato.
- Case dal XVI secolo.

#### Alvi
Piccola frazione di Crognaleto situata a 1 005 m s.l.m. ricostruita dopo la frana che la colpì nel 1899.
- Chiesa di Santa Maria Apparens (1300).
- Chiesa di Santa Maria (nota dal 1324, ricostruita nel 1933).

#### Cervaro
- Chiesa di Sant'Andrea (originaria del XIV secolo, ampliata nel 1639, restaurata nel 1735 e nel XIX secolo), con soffitto dipinto settecentesco.
- Palazzo Cortellini-Nardi-Forcina (XVI secolo).

Di interesse anche i resti di antichi mulini nella valle del torrente Zincano.
Il mulino D'Egidio si trova nel torrente Laga.

#### Cesacastina
La frazione di Cesacastina si trova a 1 150 m s.l.m. nel territorio del parco nazionale del Gran Sasso e Monti della Laga. Il paese, anticamente situato più in alto, ebbe uno smottamento più in basso in conseguenza degli eventi franosi di fine 800. Si compone, di quattro contrade il Combrello, il Mastresco, la Villa ed il Colle nelle cui vicinanze vi era l'ospedale di Sant'Antonio Abate localmente detto dei tignosi, poiché vi si curava la tigna, fu ceduto in gestione mediante convenzione al Convento dei francescani dell'Aquila nei primi anni del Cinquecento.

#### Frattoli
Si trova a 1115 m s.l.m. Nel 1297 è attestato l'abitato, che risulta sottoposto ad Amatrice. Successivamente rientra insieme alla vicine località nel comprensorio della Montagna di Roseto appartenente al ducato di Atri della famiglia Acquaviva. Tradizionalmente centro artigianale per l'intaglio del legno e per la scultura in pietra. Vi lavora Serafino Zilli, l'ultimo scalpellino della versante teramano della Laga.
- Chiesa di San Giovanni Battista (origini gotiche e portico seicentesco, detto "le logge").
- Chiesa della Madonna del Soccorso, in rovina.
- Chiesa di Sant'Antonio (restaurata nel XIX secolo).
- Chiesa della Madonna del Carmine.

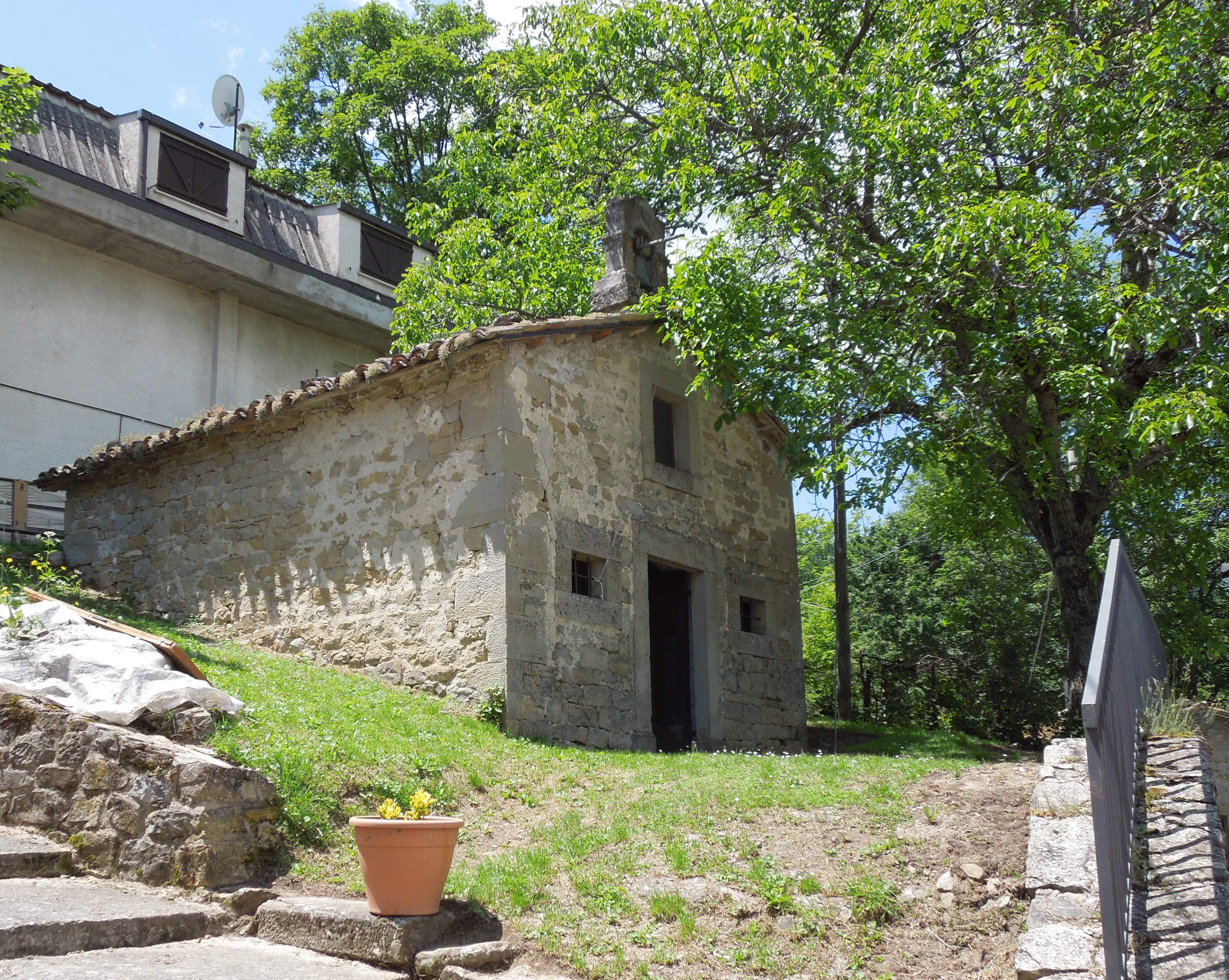
Chiesa di Sant'Antonio di Padova
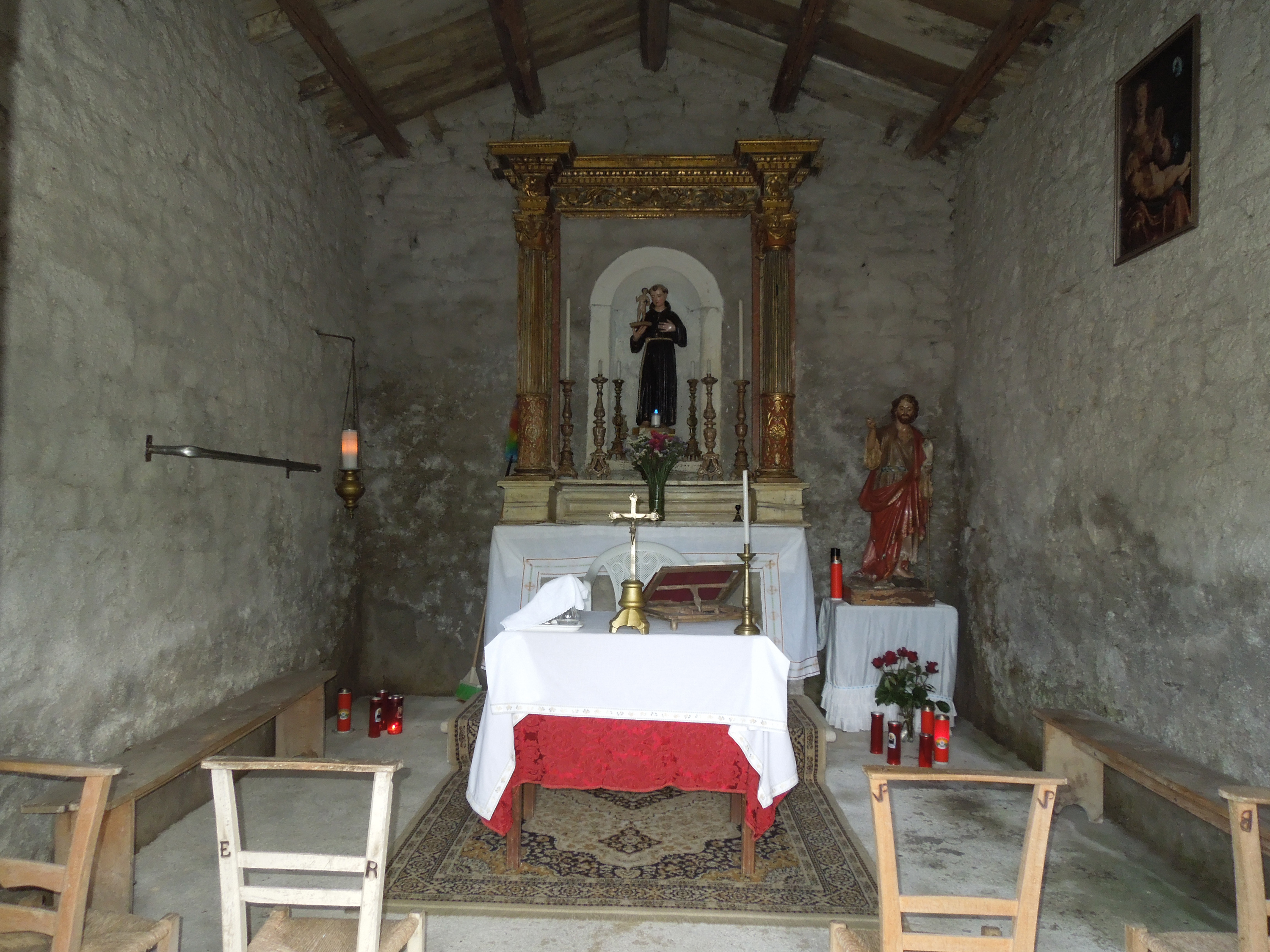
Interno della piccola chiesa di Sant'Antonio di Padova
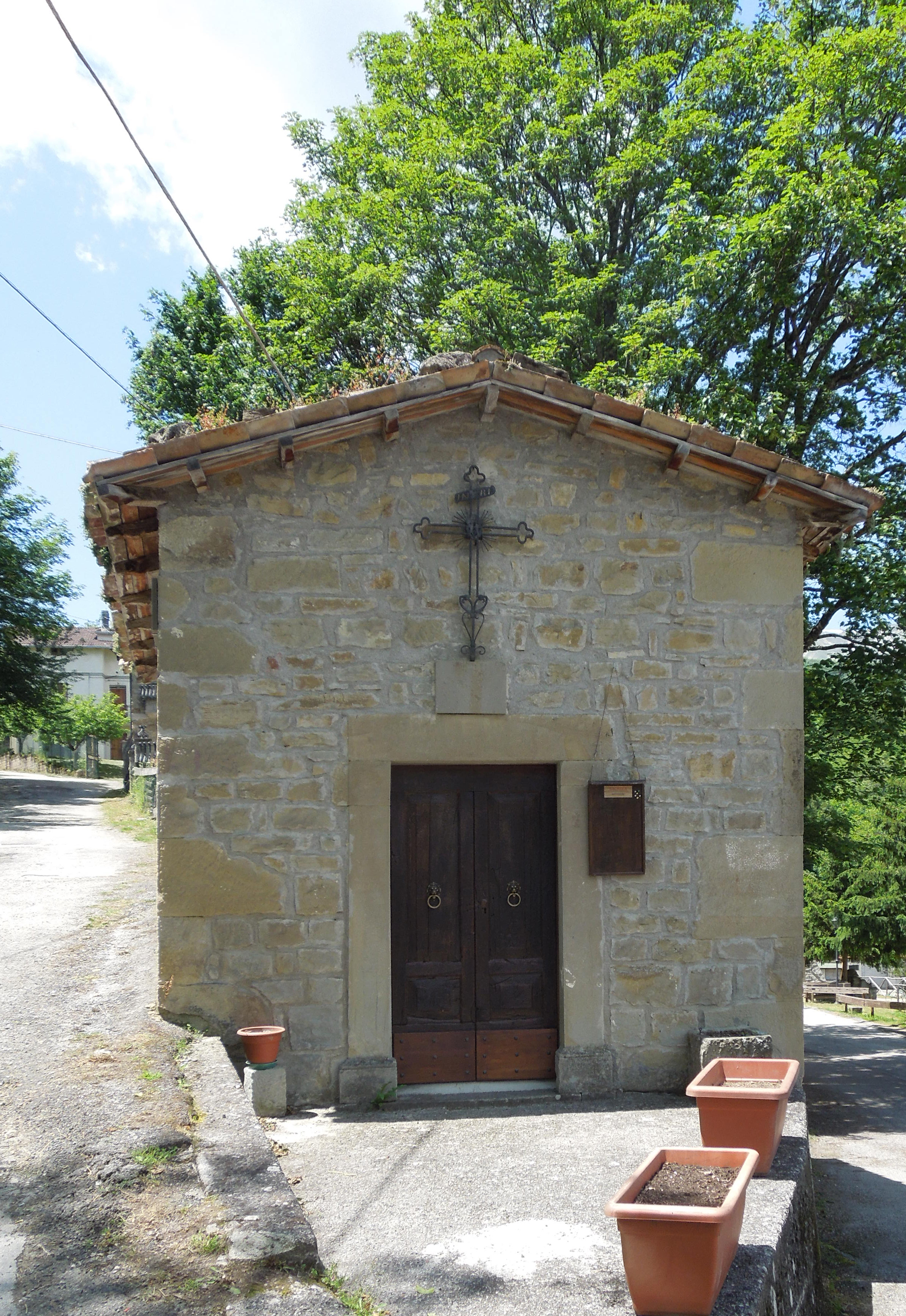
Chiesa della Madonna del Carmine
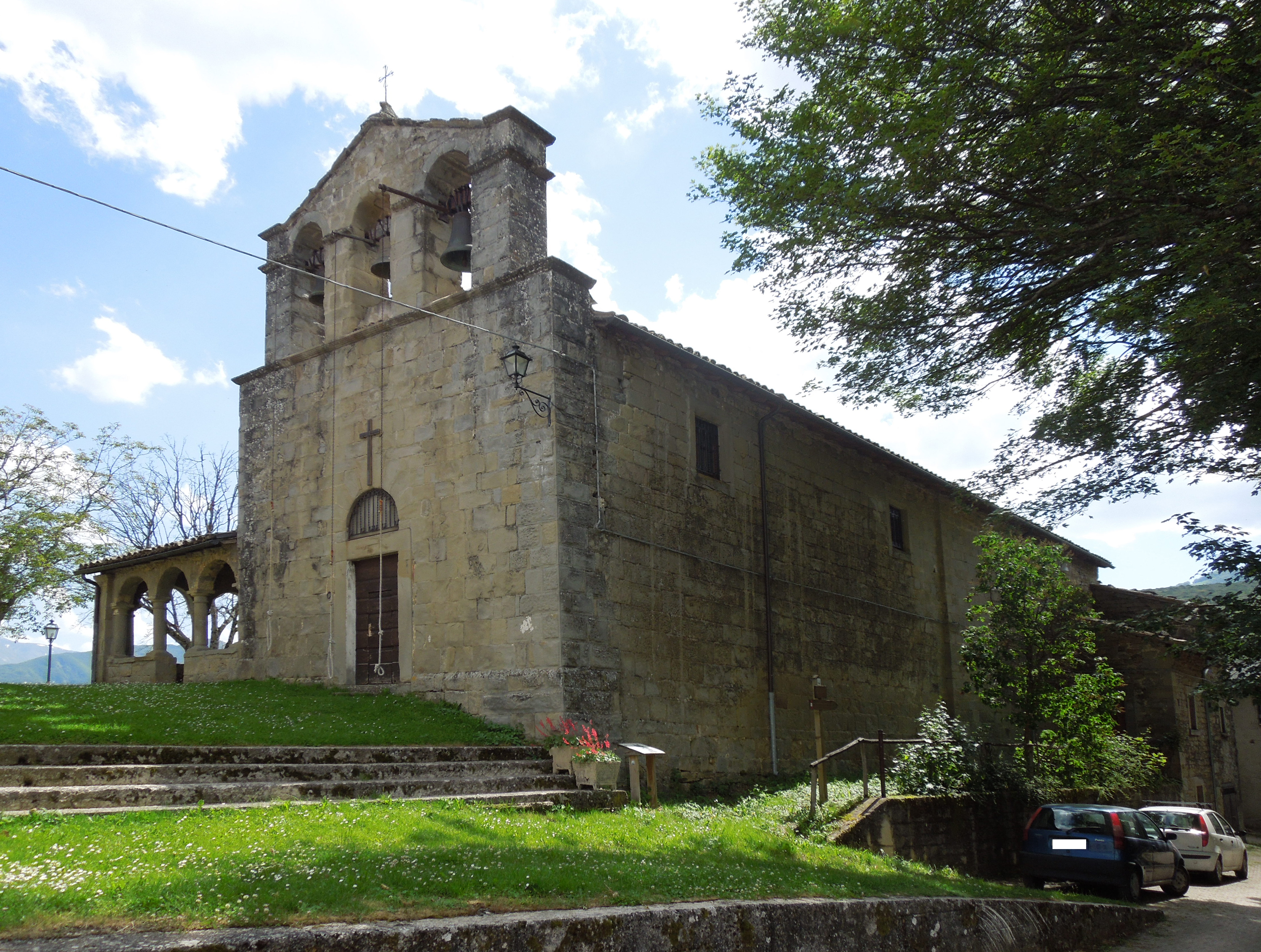
Chiesa di San Giovanni Battista
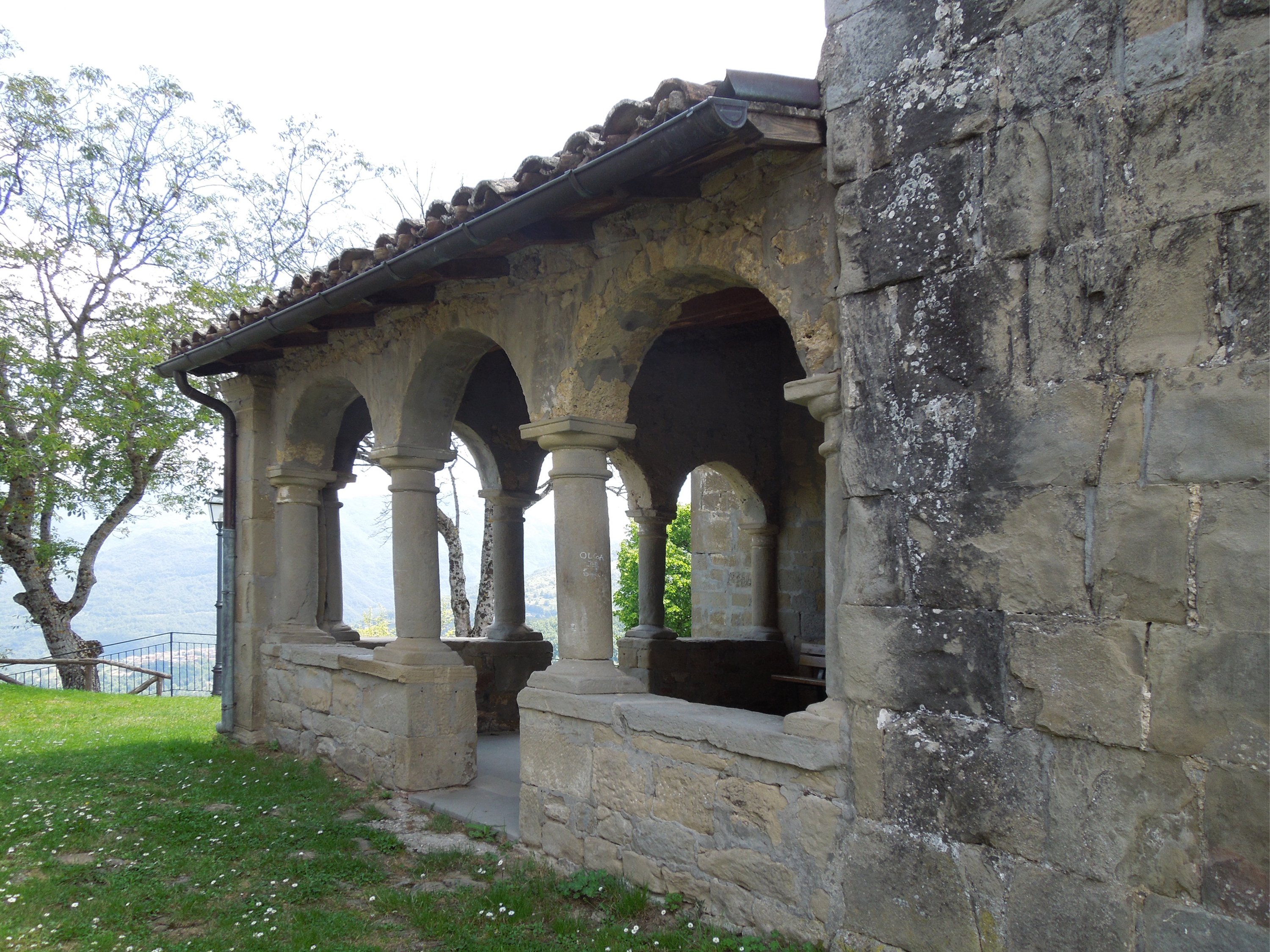
Loggia della chiesa di San Giovanni Battista

#### Macchia Vomano
- Chiesa di San Silvestro (XVI secolo).

#### Nerito
Sito a circa 850 m s.l.m. vi è la sede del Municipio. Vi si svolgono due caratteristici riti: il Fuoco di Natale, tenuto acceso dalla vigilia di Natale fino alla Befana; dell'Erede che si svolge il giovedì grasso, in cui viene accolto dalla comunità il primo figlio maschio delle nuove famiglie.
- Chiesa dei S.S. Pietro e Paolo (XIX secolo).

#### Piano Vomano
Situato a circa 850 m s.l.m. Le prime costruzioni sembrano risalire al XIII secolo, mentre la formazione del centro abitato si deve forse all'abbandono del paese altomedioevale di Campanea (1526), in località Colle del Vento, che a sua volta sorgeva su un antico insediamento pre-romano, attestato da resti di mura megalitiche.
- Chiesa di San Nicola (costruita probabilmente del XIV secolo e ampliata nel 1774).
- "Quercia Mazzucche" (roverella secolare, di 8 m di circonferenza, caduta il 12/07/07).

#### Poggio Umbricchio
Il paese è abbarbicato su uno sperone di roccia a forte declivio, nel territorio dei Monti della Laga, sul versante sinistro del Vomano.
Si raggiunge per mezzo di una strada in salita che si dirama dalla Statale 80 del Gran Sasso d'Italia (la vecchia strada L'Aquila-Teramo recentemente ribattezzata Strada maestra del Parco).
- Chiesa di Santa Maria Laurentana (con portale del 1570).

#### San Giorgio

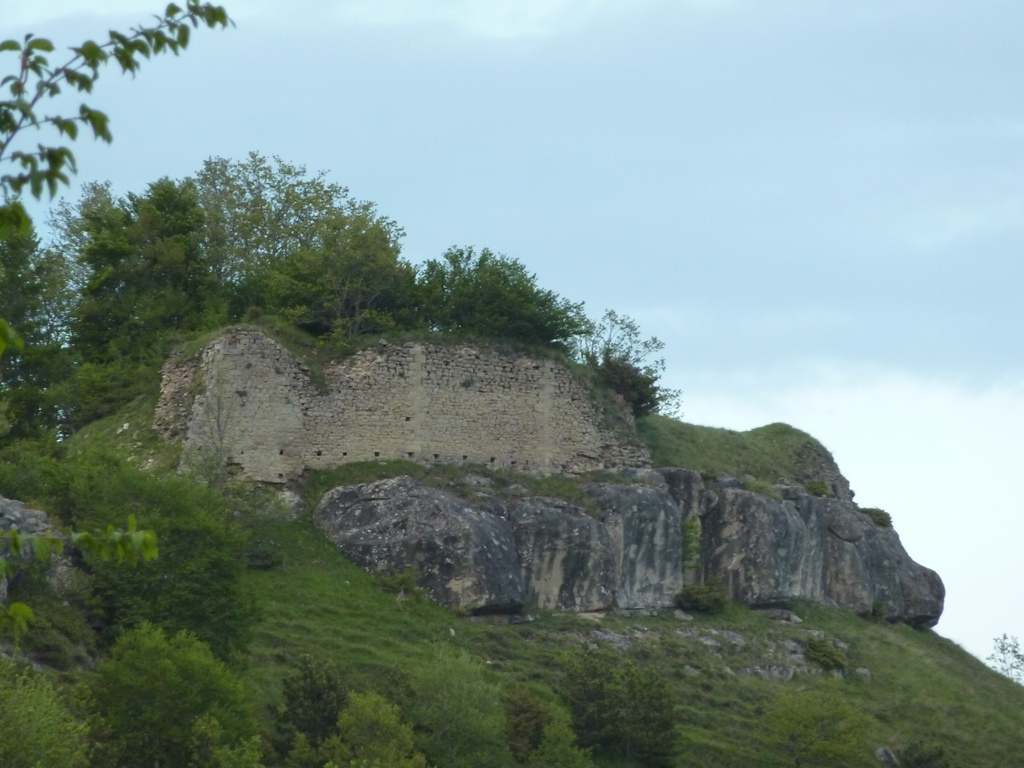
Rocca Roseto

Si trova a 1 150 m s.l.m. e sviluppato su tre livelli
- Chiesa di San Giorgio
- Antico fortilizio di Rocca Roseto in rovina.

#### Senarica
Si trova su uno sperone di roccia a picco sul tratto di gola del fiume Vomano, lungo la SS 80 del Gran Sasso d'Italia a 650 m di altitudine.
Chiesa dei patroni Santi Proto e Giacinto con statue lignee del XVI secolo. Interessanti stipiti di portali, tutti in pietra arenaria grigia, tipica dei Monti della Laga, si possono ammirare ancora in alcune case che testimoniano anche la esenzione dai tributi "casa franca", in quanto comunità autonoma.
Risale a questo periodo, forse, la mitica e ancora non accertata storicamente, alleanza con la repubblica di Venezia.

#### Tottea

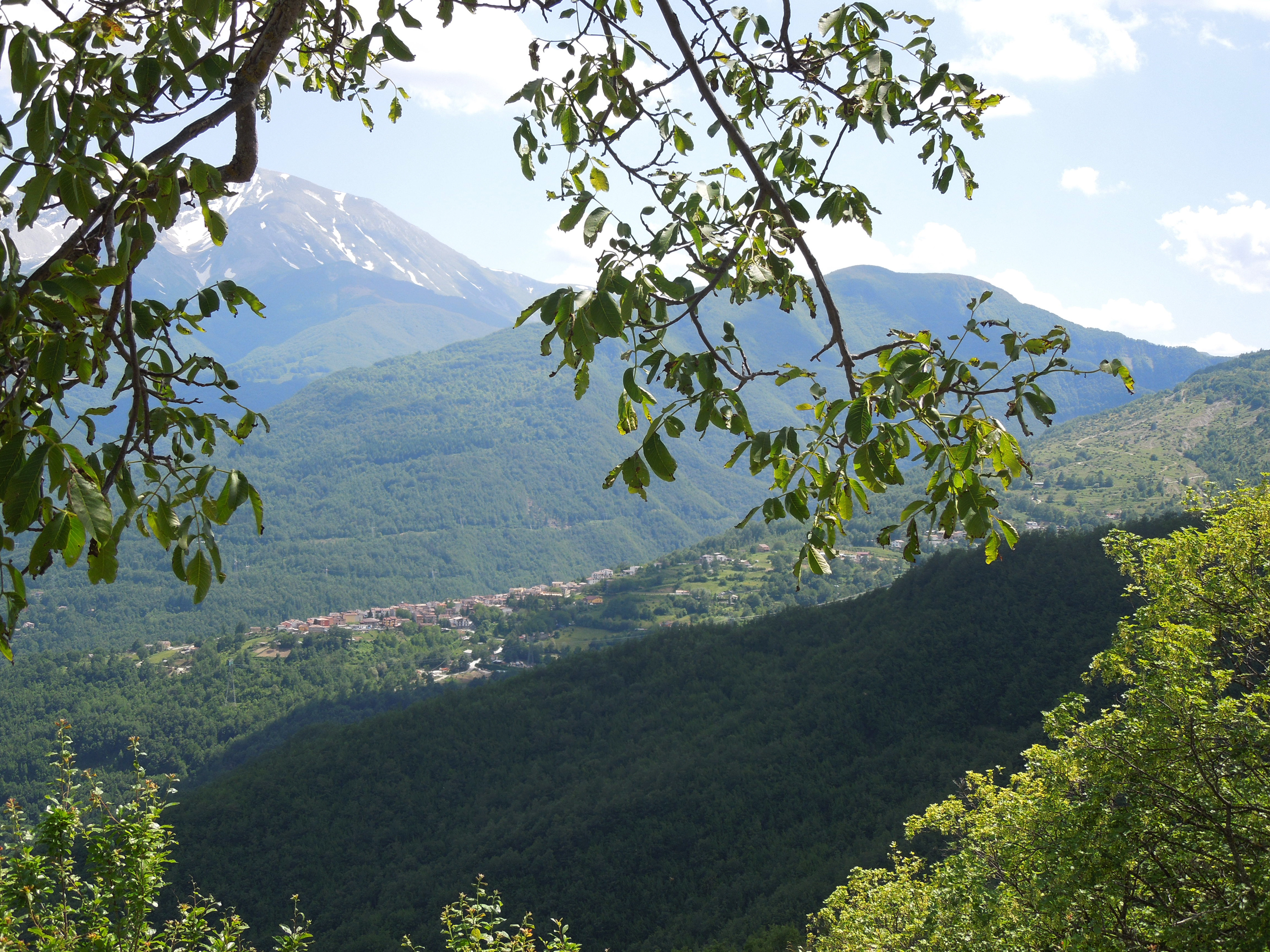
Panorama del paese di Tottea

Tottea si caratterizza per la pietra arenaria sulla quale il paese sorge. L'arenaria è utilizzata per farne sculture ed elementi architettonici. Sono rinomati gli scalpellini di queste zone, i quali da generazioni si tramandano l'arte di realizzare camini, stipiti e altri ornamenti.
Non a caso a Tottea stanno nascendo un Ecomuseo e un Centro di documentazione, presso la sede della locale Pro Loco, dedicati alla lavorazione della pietra. Qui si svolge anche un concorso dedicato alla scultura in pietra. Vari artisti vi partecipano ogni anno lasciando al paese un crescente patrimonio artistico che va ad arricchire l'arredo urbano del paese. A Tottea e nel territorio limitrofo hanno sede numerose imprese edili di costruzione e di restauro le cui maestranze hanno prestato o prestano la loro opera in tutto il mondo. Vi transita la grande Ippovia del Gran Sasso.
- Cappella di Sant'Antonio, con statua del 1552.

#### Valle Vaccaro
- Chiesa di Sant'Antonio (restaurata nel 1888).

## Amministrazione
| Periodo          | Periodo          | Primo cittadino   | Partito                                               | Carica  | Note          |
| ---------------- | ---------------- | ----------------- | ----------------------------------------------------- | ------- | ------------- |
| 21 novembre 1993 | 16 novembre 1997 | Mario Ceci        | Lista Civica                                          | Sindaco | [ 9 ]         |
| 17 novembre 1997 | 27 maggio 2007   | Pietro Ceci       | Lista Civica di Centro-sinistra                       | Sindaco | [ 10 ] [ 11 ] |
| 28 maggio 2007   | 13 giugno 2022   | Giuseppe D'Alonzo | Lista Civica di Centro-sinistra Trasparenza e serietà | Sindaco | [ 12 ] [ 13 ] |

L'Archivio comunale dell'antica università di Roseto subì ripetuti danneggiamenti e dispersioni, in particolare durante la metà del secolo XIX quando ancora conservato nella casa comunale di Cervaro venne incendiato dai banditi. Quanto rimaneva venne trasferito nella nuova sede di Nerito.